# Phenacoccus destitutus
Phenacoccus destitutus är en insektsart som beskrevs av Mckenzie 1967. Phenacoccus destitutus ingår i släktet Phenacoccus och familjen ullsköldlöss. Inga underarter finns listade i Catalogue of Life.